# Królowe Jugosławii
Królowe Jugosławii
| # | Imię                                                | Wizerunek | Mąż                           | Urodzona                | Zmarła                  | Czas rządów | Rodzice |
| - | --------------------------------------------------- | --------- | ----------------------------- | ----------------------- | ----------------------- | ----------- | --- |
| 1 | Zorka Czarnogórska                                  |           | Piotr I Karadziordziewić      | 23 grudnia 1864 Cetynia | 16 marca 1890 Cetynia   |             | Mikołaj I Petrowić-Niegosz (1841-1921), król Czarnogóry Milena Vukotić (1847-1923)                                  |
| 2 | Maria Hohenzollern-Sigmaringen                      |           | Aleksander I Karadziordziewić | 6 stycznia 1900 Gotha   | 22 czerwca 1961 Londyn  | 1922-1934   | Ferdynand Hohenzollern-Sigmaringen (1865-1927), król Rumunii Maria Koburg (1875-1938) c. Alfreda, księcia Edynburga |
| 3 | Aleksandra Schleswig-Holstein-Sonderburg-Glücksburg |           | Piotr II Karadziordziewić     | 25 marca 1921 Ateny     | 30 stycznia 1993 Anglia | 1944-1945   | Aleksander I (1893-1920), król Grecji Aspasia Manos (1896-1972)                                                     |